# Inštitut Rudolfovo
Javni raziskovalni zavod Rudolfovo – znanstveno in tehnološko središče Novo mesto oz. Inštitut Rudolfovo s sedežem v Novem mestu je javni zavod, ki je bil ustanovljen z namenom podpreti tehnološki razvoj in inovativnost Jugovzhodne Slovenije in Kohezijske regije Vzhodna Slovenija.
Zavod je dne 23. 3. 2022 ustanovila  odhajajoča  Janševa vlada kljub pomislekom, da ne izpolnjuje minimalnih pogojev za pridobitev stabilnega financiranja raziskovalne dejavnosti, kot jih določa zakon . Vlada je za vršilca dolžnosti imenovala Boruta Rončevića . 
S 1. septembrom 2022 je vodenje inštituta prevzel Janez Povh.
Zavod ima trenutno prostore v Razvojnem centru Novo mesto v Podbrezniku.